# Liste der Kulturgüter in Riemenstalden
Die Liste der Kulturgüter in Riemenstalden enthält alle Objekte in der Gemeinde Riemenstalden im Kanton Schwyz, die gemäss der Haager Konvention zum Schutz von Kulturgut bei bewaffneten Konflikten, dem Bundesgesetz vom 20. Juni 2014 über den Schutz der Kulturgüter bei bewaffneten Konflikten sowie der Verordnung vom 29. Oktober 2014 über den Schutz der Kulturgüter bei bewaffneten Konflikten unter Schutz stehen.
Objekte der Kategorie A sind im Gemeindegebiet nicht ausgewiesen, Objekte der Kategorie B sind vollständig in der Liste enthalten, Objekte der Kategorie C fehlen zurzeit (Stand: 1. Januar 2023). Unter übrige Baudenkmäler sind zusätzliche Objekte zu finden, die gemäss Angaben des kantonalen Denkmalschutzes als geschützte Denkmäler eingestuft wurden und nicht bereits in der Liste der Kulturgüter enthalten sind.

## Kulturgüter
| Foto |                                                                           | Objekt                                         | Kat. | Typ | Standort                  | Beschreibung |
| ---- | ------------------------------------------------------------------------- | ---------------------------------------------- | ---- | --- | ------------------------- | ------------ |
| ja   | Datei hochladen · Wikidata zu Pfarrkirche Maria vom Guten Rat (Q29881805) | Pfarrkirche Maria vom Guten Rat KGS-Nr.: 04837 | B    | G   | Dörfli 19 693461 / 200279 |              |

## Übrige Baudenkmäler
| ID     | Foto |                                                               | Objekt             | Typ | Standort                      | Beschreibung |
| ------ | ---- | ------------------------------------------------------------- | ------------------ | --- | ----------------------------- | ------------ |
| 15.002 | BW   | Datei hochladen                                               | Pfarrhaus          | G   | Dörfli 17 693460 / 200258     |              |
| 15.003 | ja   | Datei hochladen · Wikidata zu Kapelle St. Johann (Q120752556) | Kapelle St. Johann | G   | Käppeliberg 1 694773 / 200213 |              |
| 15.004 | BW   | Datei hochladen                                               | Haus Rosslaui      | G   | Rosslaui 1 694589 / 200244    |              |

Legende: Siehe Legende der Liste der Kulturgüter von nationaler und regionaler Bedeutung. Anstelle der KGS-Nummer wird als Objekt-Identifikator (ID) die Nummer im Kantonalen Schutzinventar (KSI) verwendet.